# Chuck Person's Eccojams Vol. 1
Chuck Person's Eccojams Vol. 1 es un álbum del músico electrónico estadounidense Daniel Lopatin, lanzado bajo el seudónimo de Chuck Person. Fue lanzado el 8 de agosto de 2010 a través de The Curatorial Club como un casete de edición limitada.
A menudo se le atribuye al álbum la creación del género musical y el estilo estético conocido como vaporwave.

## Contexto
Eccojams Vol. 1 consiste en lo que Lopatin llama "eco jams": piezas de audio en bucle basadas en muestras que normalmente recortan microextractos de canciones pop de los 80 u otras formas de música popular y las "ralentizan narcóticamente" con efectos como el eco y el cambio de tono agregado de una manera que recuerda a los estilos chopped and screwed. El álbum muestra pistas de música pop como Fleetwood Mac, Toto y Heart. Su arte, basado en una estética gráfica cruda de la década de 1980, incorpora fragmentos de la portada de las versiones Mega Drive y Mega-CD del videojuego Ecco the Dolphin.
Varias pistas del álbum se utilizaron en el proyecto audiovisual Memory Vague (2009) de Lopatin. Las pistas A2, B4 y A4, tituladas "angel", "nobody here" y "demerol" respectivamente, habían sido publicadas previamente en la cuenta de YouTube de Lopatin, sunsetcorp. Cuando se le preguntó acerca de la posibilidad de que un Volumen 2 fuera lanzado, Lopatin señaló que tenía "múltiples volúmenes de eccojams en el criotanque para descongelar en un futuro lejano".

## Lanzamiento
Eccojams Vol. 1 fue publicado como un casete de edición limitada en 2010. Aunque Lopatin pronto realizaría otros proyectos, el álbum inspiraría a varios artistas, que utilizaron Eccojams como punto de partida para lo que se convertiría en el género vaporwave nacido de Internet. La técnica llevaría a su álbum Replica de Oneohtrix Point Never en 2011. Con respecto a la afluencia de productores de vaporwave que surgieron después de Eccojams, Lopatin expresó en un Reddit Ask Me Anything (AMA) de 2017:
bueno, el objetivo de eccojams era que una práctica DIY que no implicaba ningún conocimiento especializado en tecnología musical y para mí era una forma directa de tratar el audio de una manera mutable y filosófica que tenía muy poco que ver con la música y todo que ver con SENTIMIENTOS y estoy feliz de ver que en realidad resultó ser cierto, que la gente hace las cosas y encuentra conexión y significado a través de esa PRÁCTICA es todo lo que podría esperar. Es música folclórica ahora.
En 2016, Eccojams Vol. 1 fue descrito como un "lanzamiento seminal" por Tiny Mix Tapes, quien señaló que las copias originales del álbum se venden en Discogs por un costo promedio de 250 dólares. La publicación describió el proyecto como "saquear las profundidades de la música pop y descubrir breves segmentos musicales o momentos líricos particularmente existenciales" para crear "una experiencia auditiva simple pero totalmente extática". El crítico Simon Reynolds lo caracterizó en 2011 como "relacionado con la memoria cultural y el utopismo enterrado dentro de las mercancías capitalistas, especialmente las relacionadas con la tecnología de consumo en el área de la informática y el entretenimiento de audio / video".
Lopatin publicó una remasterización oficial para descarga digital en 2016.
En 2020, la serie 33⅓ publicó un libro de ensayos titulado The 33 1⁄3 B-Sides, que incluía un artículo sobre Eccojams Vol. 1. A finales de 2019, Tiny Mix Tapes nombró al lanzamiento como el lanzamiento número 1 de la década de 2010.

## Listado de pistas
Lado uno
1. "A1" (2:44)
2. "A2" (4:02)
3. "A3" (6:32)
4. "A4" (2:05)
5. "A5" (3:04)
6. "A6" (3:00)
7. "A7" (2:28)
8. "A8" (5:13)

Lado dos
1. "B1" (4:54)
2. "B2" (4:56)
3. "B3" (4:35)
4. "B4" (2:19)
5. "B5" (3:04)
6. "B6" (2:33)
7. "B7" (4:27)